# David Nadien
David Nadien, né le 12 mars 1926 à New York et mort le 28 mai 2014 dans cette même ville, est un violoniste et professeur de violon américain. Il fut premier violon de l'Orchestre philharmonique de New York de 1966 à 1970. Son style de jeu a été comparé à celui de Jascha Heifetz.

## Biographie
David Nadien est né à Brooklyn, New York, le 12 mars 1926, de George et Bertha Nadien. Il commence l'apprentissage du violon avec son père, puis intègre la Mannes School of Music. Il étudie également à la Juilliard School. Parmi ses professeurs figurent Adolfo Betti, Adolf Busch et Ivan Galamian.
Il fait sa première apparition en concert avec l'Orchestre philharmonique de New York à l'âge de 14 ans. À l'âge de 20 ans il remporte le Prix Leventritt.
Il travaille principalement comme musicien de studio jusqu'en 1966 où il est sélectionné par Leonard Bernstein pour remplacer John Corigliano Sr. comme premier violon du Philharmonique de New York, malgré son peu d'expérience du jeu en orchestre. Il quitte cette fonction en 1970 pour reprendre le travail en studio. Il enseigne par ailleurs à la Mannes School of Music.
Nadien était possesseur du violon "Prince of Orange, Wald, Hoffmann", œuvre du facteur Guarneri del Gesù vers 1743.
Il est connu pour ses enregistrements des parties 1 à 4 de la méthode de violon Suzuki.
Il meurt d'une pneumonie le 28 mai 2014, à l'âge de 88 ans.

## Discographie
- Vivaldi, Les quatre saisons (David Nadien, violon ; cordes du Kapp Sinfonietta ; Igor Kipnis, clavecin ; dir. Emanuel Vardi (1960, LP Kapp KCL-9056)[6]
- The Virtuoso Violinist : Wieniawski (Scherzo Tarantelle op.16), Sarasate (Habanera op.21 no 2, Zapateado op.23 no 2), Paganini (arr. Kreisler, Caprice no 20), F.M. Veracini (Largo), Kreisler (Praeludium et Allegro, dans le style de Pugnani), Paganini (Moto perpetuo), Sarasate (Caprice basque, op. 24), Kreisler (Recitative et Scherzo Caprice op. 6 ; Variations sur un thème de Corelli), Vieuxtemps (Regrets op. 40 no 2) - David Nadien, violon ; Boris Barere, piano (1961, LP Kapp KCL-9060)
- Humoresque : Dvořák (arr. Kreisler, Humoresque op. 101 no 7), Massenet (arr. Martin-Pierre Marsick, Méditation de Thaïs), Mendelssohn (arr. Heifetz, On Wings of Song op. 34 no 2), Elgar (Salut d'amour), Beethoven (arr. Maud Powell, Minuet en sol majeur, WoO.10 no 2), František Drdla (Souvenir), Brahms (Valse op. 39 no 15), Schubert (arr. August Wilhelmj, Ave Maria D.839), Rubinstein (arr. Auer, Mélodie en fa majeur op. 3 no 1), Raff (Cavatina op. 85 no 3, Schubert (arr. Sitt, Sérénade – Ständchen, no 4 extr. Schwanengesang D.957) - David Nadien, violon ; Boris Barere, piano (1963, LP Kapp KS-3342 / Kapp KL-1342 [mono])
- Franck, Sonate pour violon en la majeur ; Debussy, Sonate pour violon en sol majeur ; Maurice Ravel, Pièce en forme de habanera ; Fauré, Berceuse op. 16 - David Nadien, violon ; David Hancock, piano (1968, LP Monitor MCS2017)
- Prokofiev, Sonate pour deux violons, op. 56 - Ruggiero Ricci, violon I ; David Nadien, violon II (1970, LP Decca DL710177)